# Nuevo Saltillo
Nuevo Saltillo är en ort i Mexiko.   Den ligger i kommunen La Trinitaria och delstaten Chiapas, i den sydöstra delen av landet, 800 km öster om huvudstaden Mexico City. Nuevo Saltillo ligger 1 558 meter över havet och antalet invånare är 337.
Terrängen runt Nuevo Saltillo är kuperad söderut, men norrut är den platt. Runt Nuevo Saltillo är det ganska glesbefolkat, med 42 invånare per kvadratkilometer. Närmaste större samhälle är Comitán, 18,5 km nordväst om Nuevo Saltillo. I omgivningarna runt Nuevo Saltillo växer huvudsakligen savannskog.